# 12007 Fermat
12007 Fermat (1996 TD7) là một tiểu hành tinh vành đai chính được phát hiện ngày 11 tháng 10 năm 1996 bởi P. G. Comba ở Prescott.